# Índice harmonizado de preços no consumidor
O Índice harmonizado de preços no consumidor (IHPC, em inglês: Harmonised Index of Consumer Prices) é o índice de preços no consumidor do Banco Central Europeu, utilizado pelos países da União Europeia.
A palavra harmonizado significa que estes índices de preços são calculados a partir de um “cabaz” que é igual para todos os países membros ou seja os produtos que integram os cabazes em cada um desses países são os mesmos.